# 1030
1030 (MXXX) fue un año común comenzado en jueves del calendario juliano.

## Acontecimientos
- Fundación de Tartu en Estonia.
- Fundación de Kaunas en Lituania.
- Georgia y emir de Tiflis se enfrentan a Shaddadids.
- Fin del Califato

## Nacimientos
- 13 de abril: Vsévolod I de Kiev, gran príncipe de Kiev.
- Idris II, rey de la taifa de Málaga.
- Étienne d'Aroz, inicia la genealogía de la Casa de Aroz del Condado de Borgoña, Franco Condado.

## Fallecimientos
- Olaf el Santo, rey de Noruega.